# Monasterio de Saint-Paul-de-Mausole
El monasterio de Saint Paul de Mausole está situado en el municipio francés de Saint-Rémy-de-Provence (Bocas del Ródano, Provenza - Alpes - Costa Azul), al sur del centro de la población y cerca del arco y mausoleo de Glanum.

## Historia
Una leyenda habla del lugar, antes de la fundación del monasterio. Este territorio fue ocupado por una familia de campesinos que huían de alguna guerra. Paulo, un miembro de esta familia, estaba trabajando la tierra cuando llegaron unos enviados de la diócesis de Saint-Paul-Trois-Châteaux (Drôme, Ródano-Alpes). Le ofrecían el puesto del obispo Torcuato, que había muerto hacía poco. Paulo rehusó la oferta y, mientras clavaba en el suelo la vara que utilizaba para guiar a los bueyes, dijo a los mensajeros que aceptaría el cargo cuando esa vara floreciera. Milagrosamente, la rama seca brotó y floreció en ese momento.

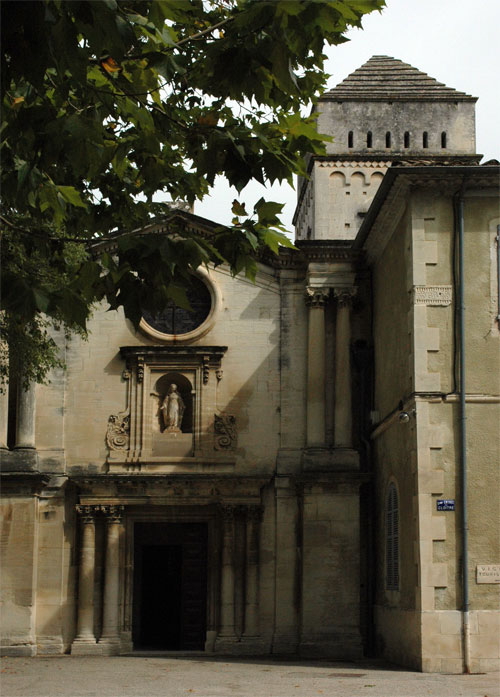
Fachada de la iglesia.

En el lugar del milagro se levantó un oratorio, donde se veneraba la santa reliquia. De hecho la primera noticia de una iglesia dedicada a los santos Pablo y Andrés se encuentra en el 982. El monasterio se fundó en aquella iglesia en 1080 y ya llevaba el nombre de Saint Paul de Mausole, sin duda motivado por la proximidad del mausoleo romano de Glanum.
Se trataba de una canónica que tuvo actividad entre 1080 y 1317. Dependía del obispo de Aviñón, dependencia confirmada en 1155 por el papa Adriano IV. Se conoce la serie de catorce prepósitos que dirigieron la comunidad, desde Reinard hasta Guiscard de Aramon, que fue el último. El papa Juan XXII aprobó la modificación de la casa, que pasó a estar regida por un arcediano, el primero de los cuales fue Guiscard. Esta situación se mantuvo hasta 1605. Los últimos años el lugar se encontraba prácticamente abandonado, amenazaba ruina y las tierras habían sido vendidas a los habitantes de Saint-Rémy.

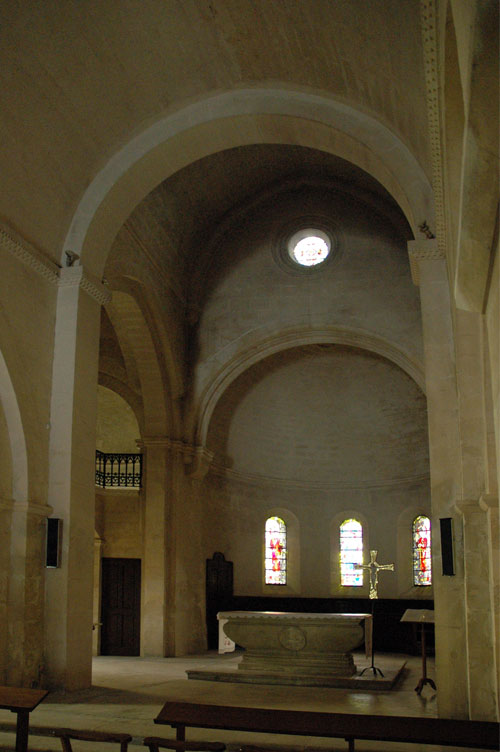
Interior de la iglesia.

En aquella fecha el lugar fue ocupado por una comunidad de franciscanos que malvivían en el antiguo monasterio. Para ayudarse económicamente, estos aceptaron cuidar de enfermos mentales, lo que les permitió mantenerse. En 1768 el centro evitó su cierre debido al cuidado de alienados. Durante la revolución el centro fue clausurado y los religiosos huyeron con los enfermos, de hecho pasaron a cuidar de los enfermos mentales en su casa, con sus familias. Se cerró definitivamente, como centro religioso, en 1792.

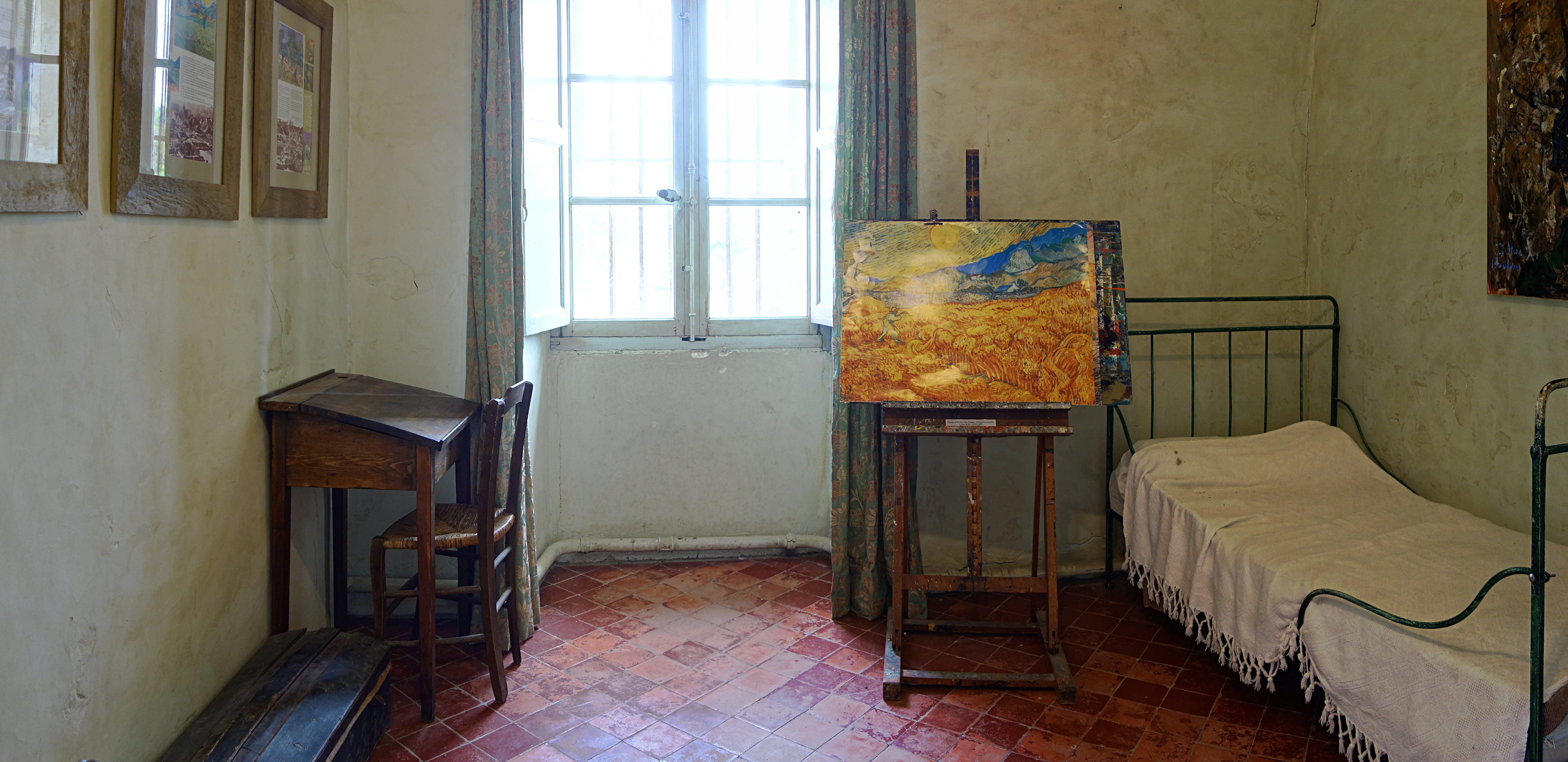
La habitación de van Gogh.

Poco después Saint Paul de Mausole volvió a abrir sus puertas ya como centro de tratamiento de enfermedades mentales, actividad que todavía desarrolla. El lugar es conocido por haber acogido entre sus muros al pintor Vincent van Gogh, desde mayo de 1889 a mayo de 1890.

## Las construcciones
La parte más interesante del complejo monástico está formado por la iglesia, el claustro y el campanario.
La iglesia actual posiblemente se levantó entre los siglos XI y XII. La fachada, sin embargo, es del siglo XVIII. Es un edificio de tres naves, con crucero y tres ábsides, el central mucho más amplio que las absidiolas laterales. Las naves secundarias han sido muy modificadas.
El campanario es de planta cuadrada y presenta exteriormente decoración con lesenas lombardas.

### Claustro
El claustro es prácticamente cuadrado. El recinto es muy acogedor con su jardín, y cuenta con dos galerías en torno de los años 1140-1150 (galerías norte y este) y dos galerías más recientes construidas en el siglo XII. Los arcos están agrupados en grupos de tres grandes arcos sustentados en los pilares fuertes y están separados por columnas pareadas realizadas con hermosos capiteles. Estos tienen una rica decoración que se conserva en relativo buen estado. Hay decoración vegetal y también algunos capiteles con figuras.
En el primer piso situado encima de las galerías del claustro están las habitaciones del asilo.

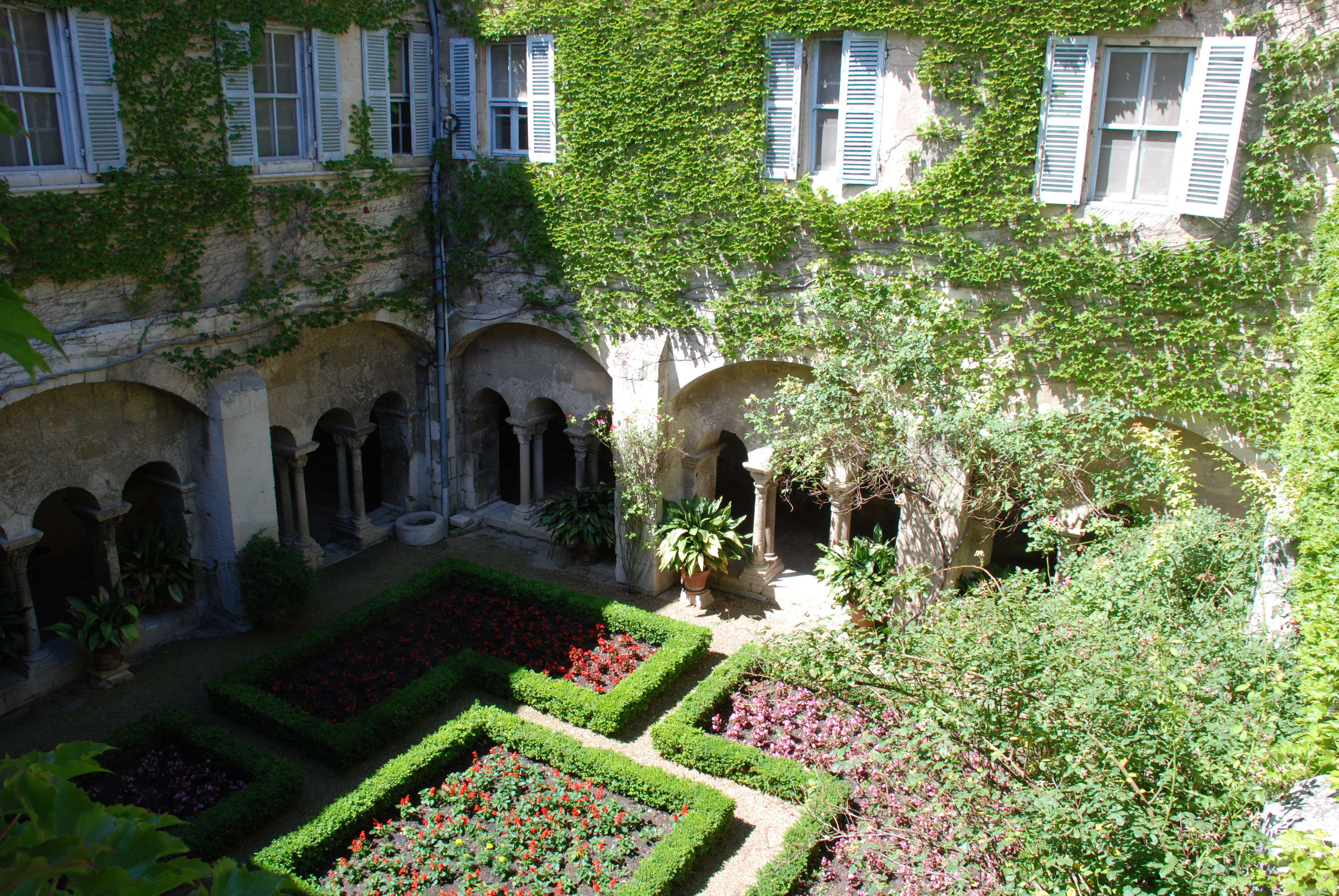
La galería oeste del claustro.

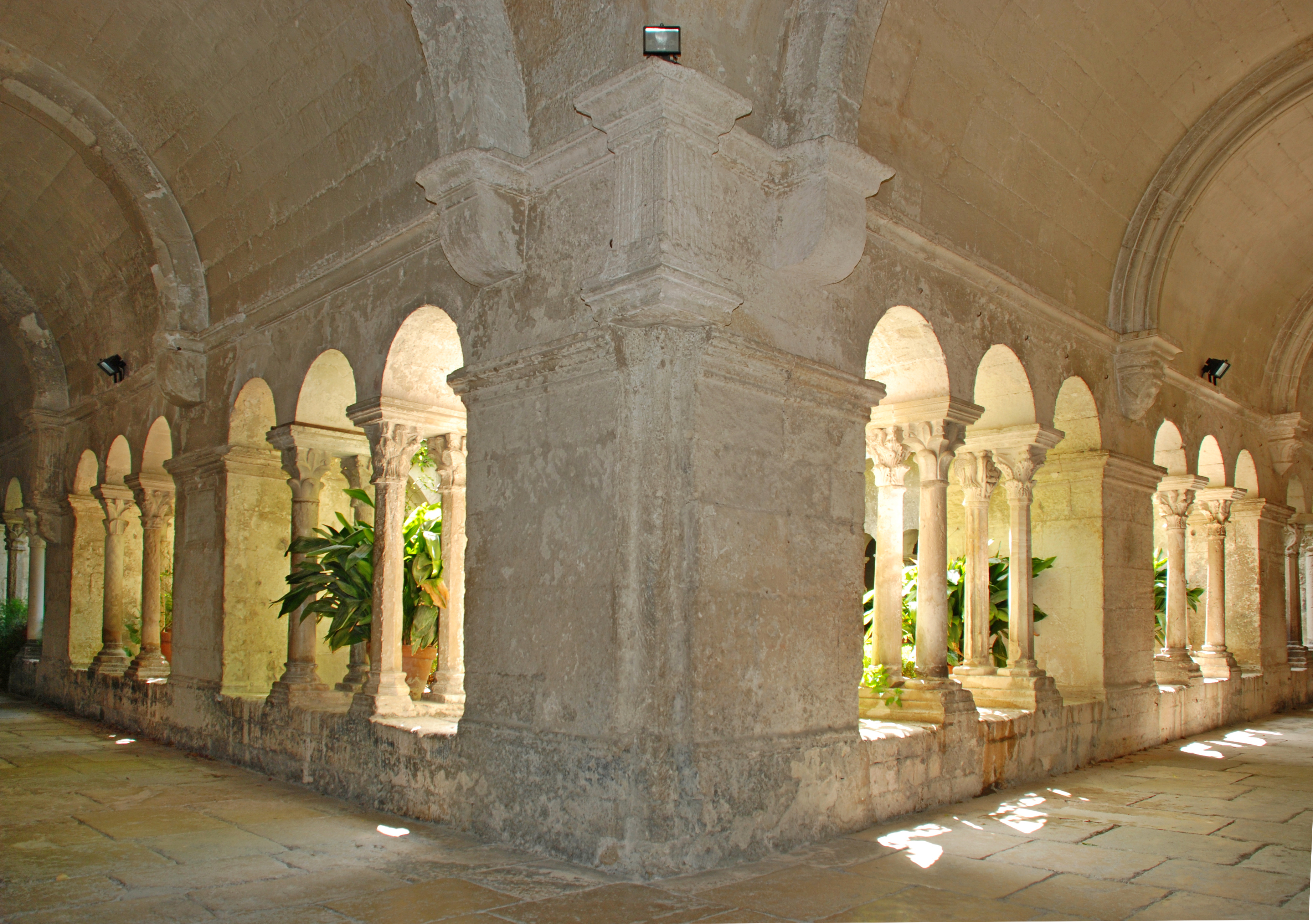
Galerías norte y oeste.

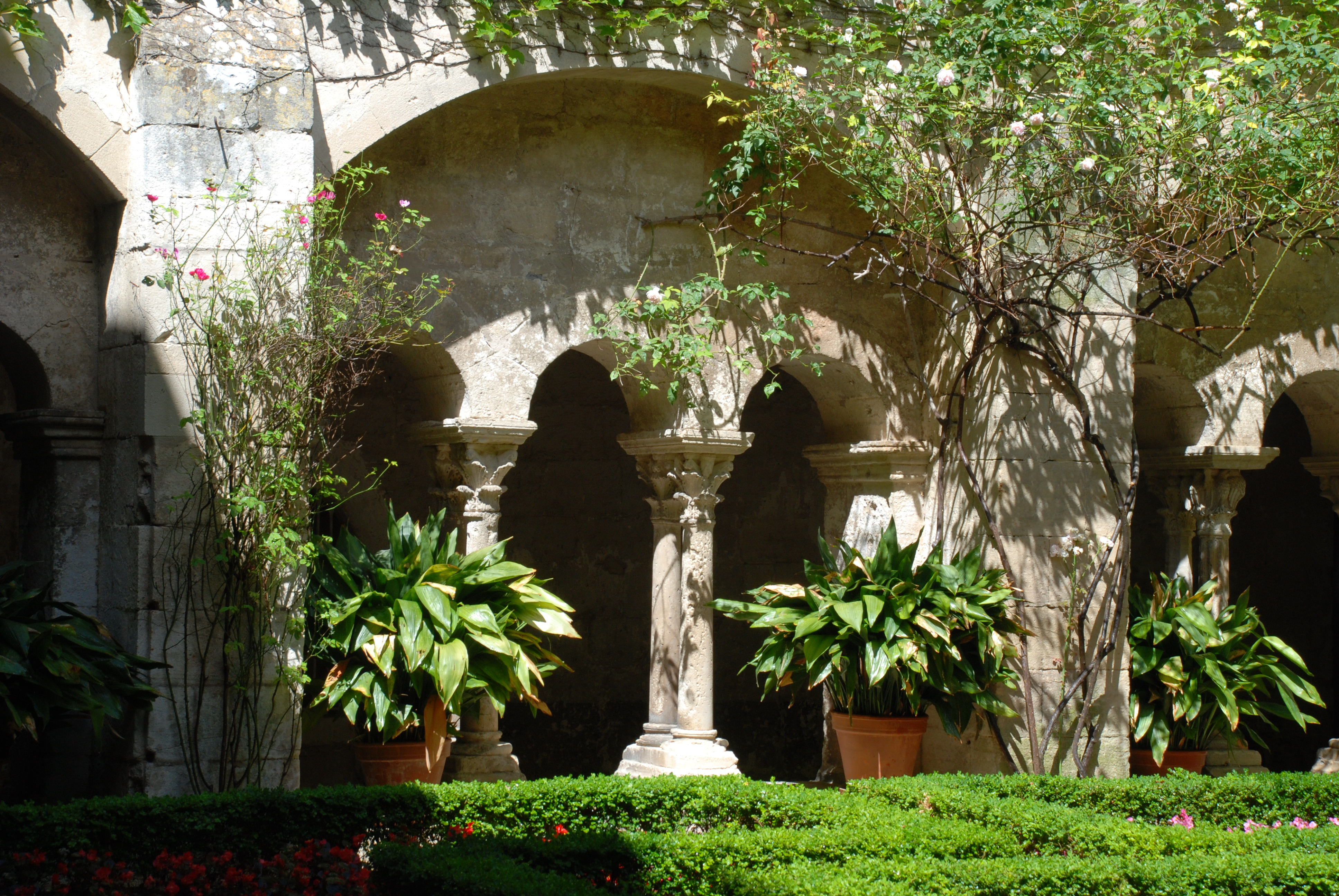
Arcadas de la galería oeste.

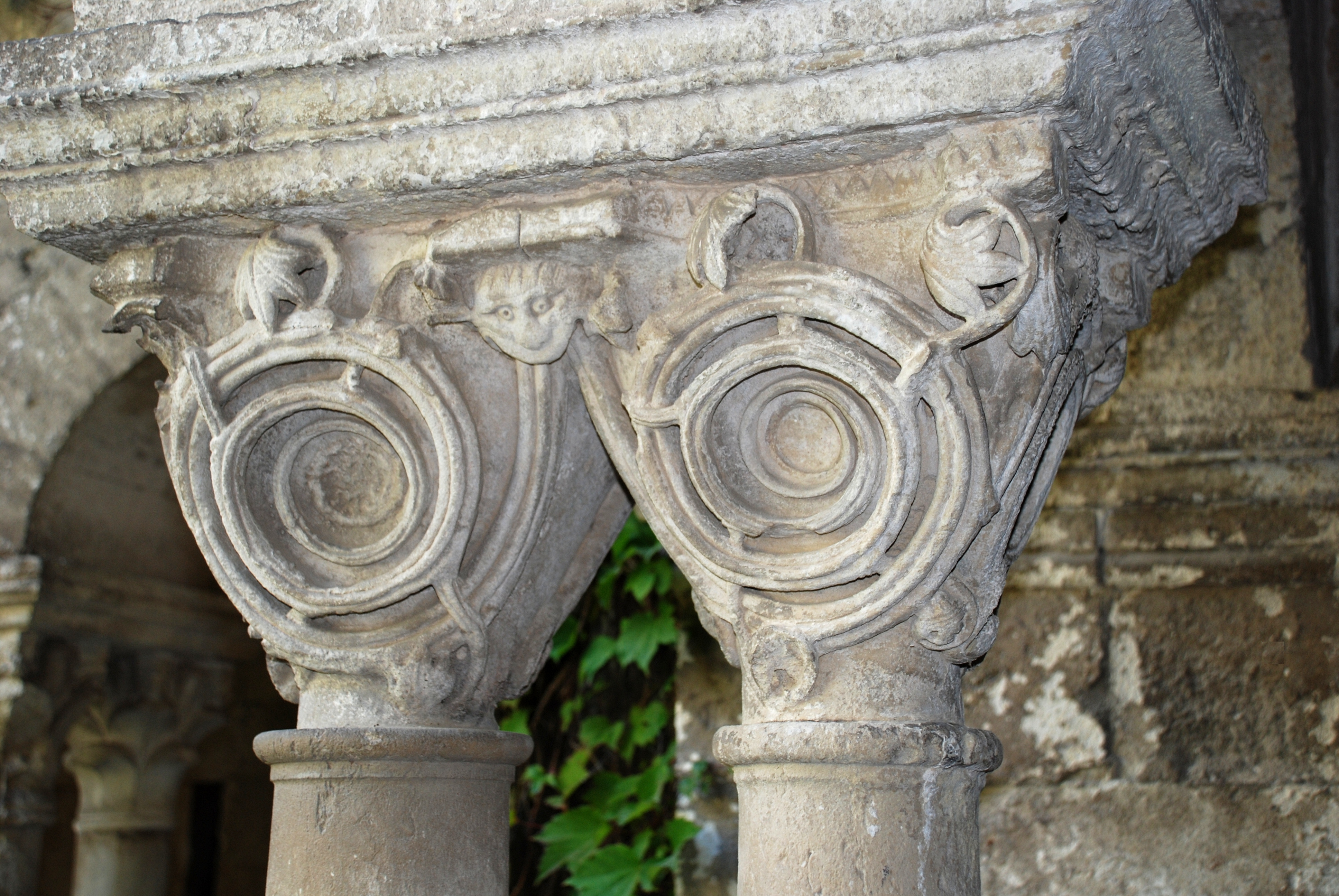
Un capitel de la galería sur.

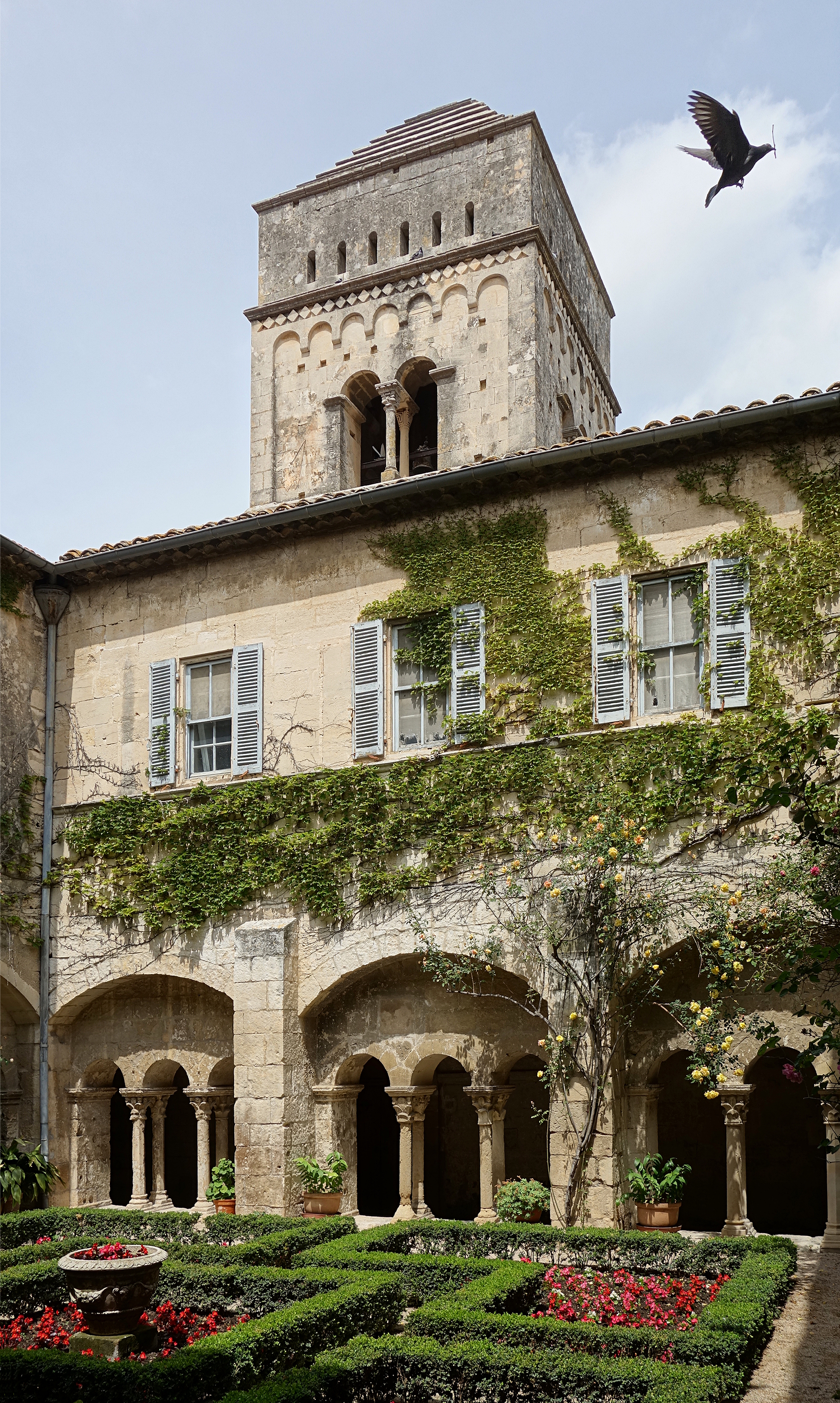
El claustro.